# نقد محاکات
نقد محاکات یا تقلید (هنر از واقعیات) (انگلیسی: Mimesis criticism) روشی برای تفسیر متون در ارتباط با الگوهای ادبی یا فرهنگی آن‌هاست. محاکات یک ابزار بلاغی پرکاربرد در دوران باستان تا رمانتیک قرن هجدهم بر اصالت بود. نقد محاکات به‌دنبال شناسایی روابط بینامتنی بین دو متن است که فراتر از پژواک‌ها، کنایه‌ها، نقل‌قول‌ها یا ویرایش‌های ساده است. تأثیرات تقلید معمولاً در متن بعدی با استفاده از شخصیت پردازی، نقوش یا ساختار طرح متمایز آشکار می‌شود.
به عنوان یک روش انتقادی، نقد تقلید توسط دنیس مک دونالد در رابطه با عهد جدید و دیگر روایات اولیه مسیحی که از آثار «متعارف» ادبیات کلاسیک یونان تقلید می‌کنند، پیشگام بوده است.